# Oxyserica hellmichi
Oxyserica hellmichi är en skalbaggsart som beskrevs av Frey 1965. Oxyserica hellmichi ingår i släktet Oxyserica och familjen Melolonthidae. Inga underarter finns listade i Catalogue of Life.